# Никола Васиљевић (фудбалер, 1983)
Никола Васиљевић (Зворник, 19. децембар 1983) је босанскохерцеговачки фудбалер. Висок је 199 центиметара и наступа на позицији централног дефанзивца. За младу репрезентацију Босне и Херцеговине наступио је 14 пута, док је за сениорски састав ове државе забележио 2 утакмице.